# Forsthaus Rotsteig
Das Forsthaus Rotsteig ist eine Ausflugsgaststätte und ein Wohnplatz, der zu Wachenheim an der Weinstraße gehört.

## Lage
Das Forsthaus Rotsteig liegt inmitten der Haardt, wie der Ostrand des Pfälzerwald bezeichnet wird, rund vier Kilometer südwestlich der Kerngemeinde. In unmittelbarer Nähe fließt der Mußbach vorbei, der in diesem Bereich den Graben vom Parkplatz von links aufnimmt. Im näheren Einzugsgebiet befindet sich außerdem das bereits zu Deidesheim gehörende Forsthaus Silbertal. Umliegende Berge sind unter anderem der Seekopf, der namensgebende Rothsteiger Kopf (388,8 m), der Zimmerberg (436,1 m) und der Taubenrux (471,5 m).

## Geschichte
Früher diente das Gebäude als Forsthaus, ehe es im Zuge einer Forstreform seine ursprüngliche Bedeutung verlor. Mittlerweile fungiert es als Gaststätte des unmittelbar angrenzenden Kurpfalz-Park, der ab 1970 entstand.

## Verkehr
Das Forsthaus Rotsteig liegt an der Kreisstraße 16, die von Wachenheim nach Lindenberg führt.

## Tourismus
Das Forsthaus Rotsteig ist westlicher Ausgangspunkt eines Wanderwegs, der mit einem weiß-roten Balken markiert ist und der über Königsbach an der Weinstraße bis nach Gimmeldingen führt. Zudem verläuft hier der zu den sogenannten Saar-Rhein Wanderwegen zählende Saar-Pfalz-Weg mit der Kennzeichnung Schwarzer Punkt auf weißem Balken, der von Saarbrücken bis nach Rülzheim führt. Des Weiteren existiert eine Wanderroute zum Lambertskreuz.